# Dicromantispa
Dicromantispa (лат.) — род насекомых из семейства мантиспид отряда сетчатокрылых. Новый Свет: встречаются от Канады до Аргентины на юге ареала. От близких родов отличаются переднеспинкой с поперечными килями и короткими тонкими щетинками, собранными пучками в передней и задней частях пронотума. Длина переднего крыла от 7 до 28,9 мм. Диплоидный набор хромосом 2n=22
.

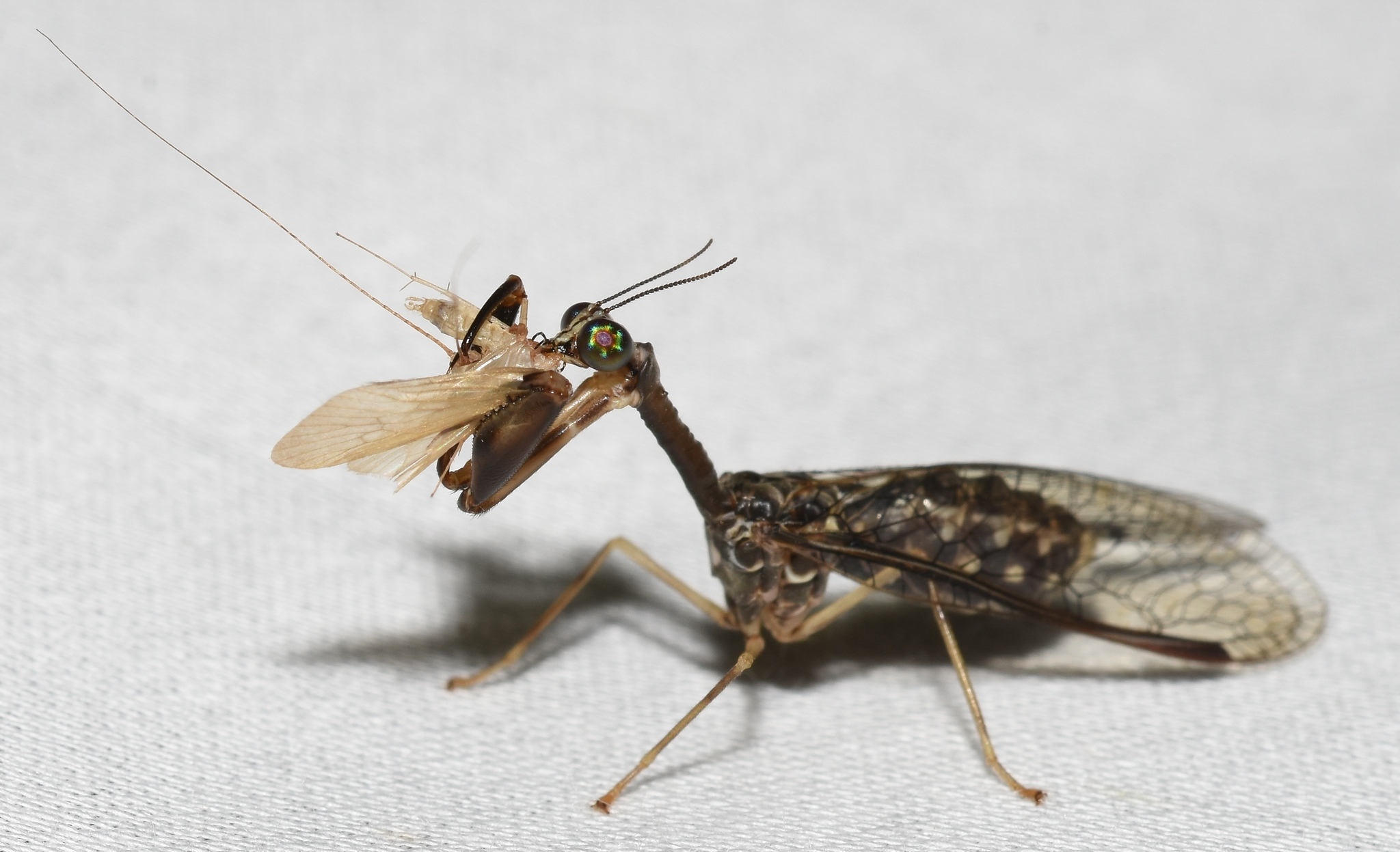
Dicromantispa sayi
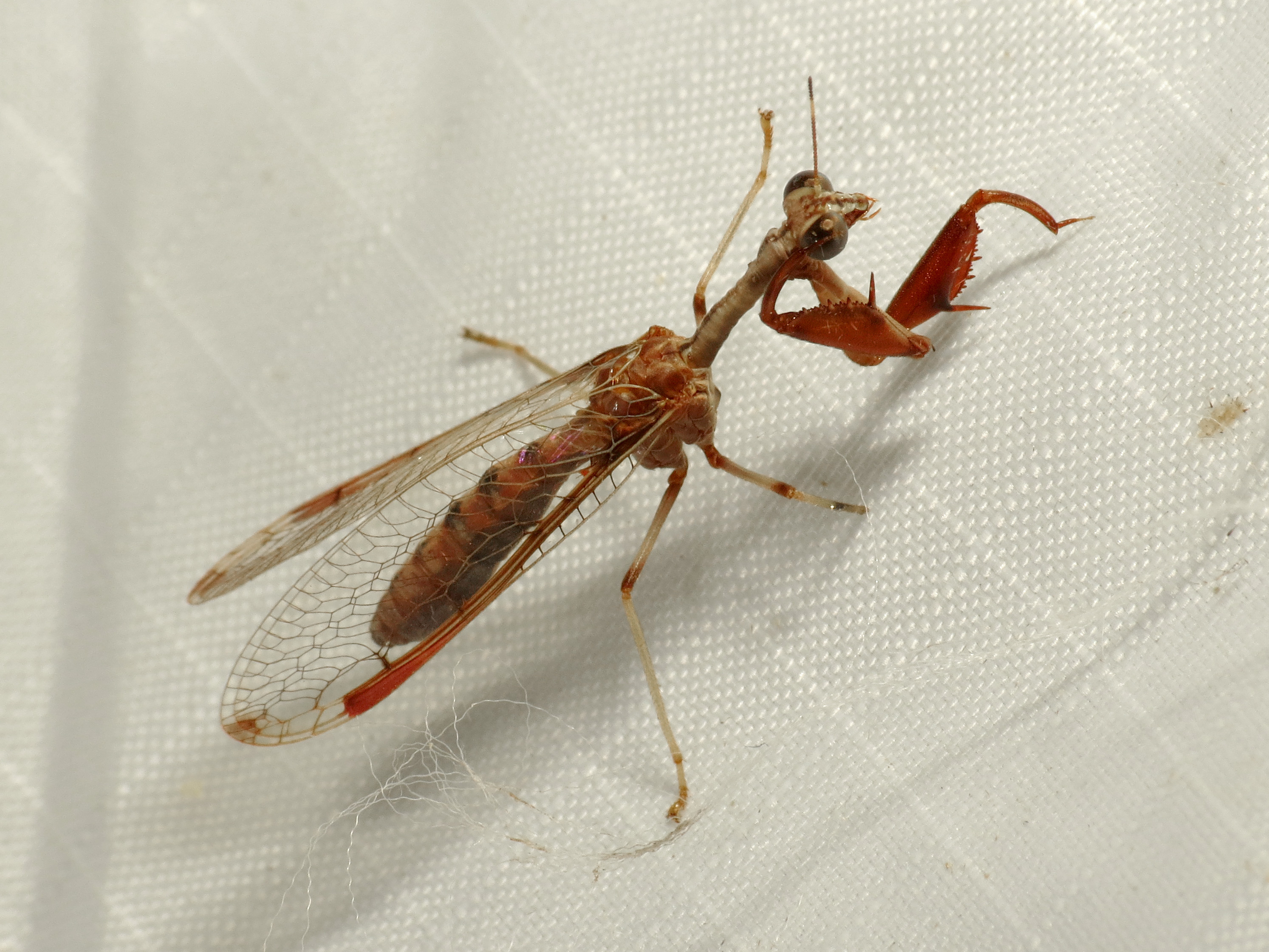

## Виды
В роде Dicromantispa 8 видов (некоторые из них ранее включались в состав рода Mantispa):
- Dicromantispa debilis (Gerstaecker, [1888])
- Dicromantispa gracilis (Erichson, 1839)
- Dicromantispa hyalina Pires Machado & Rafael, 2010[4]
- Dicromantispa interrupta (Say, 1825)
  - =Mantispa interrupta Say 1825
- Dicromantispa leucophaea Pires Machado & Rafael, 2010
- Dicromantispa moulti (Navás, [1909])
- Dicromantispa sayi (Banks, 1897)typus
  - =Mantispa sayi Banks 1897
- Dicromantispa synapsis Hoffman in Penny, 2002[5]